# أورلاندو رينكون
أورلاندو رينكون (بالإسبانية: Orlando Rincón)‏ (19 سبتمبر 1985 في المكسيك - ) هو لاعب كرة قدم مكسيكي في مركز الدفاع. لعب مع أتلانتي إف سي ونادي بويبلا ونادي تشياباس ونادي تيخوانا ونادي سان لويس.

## وصلات خارجية
- أورلاندو رينكون على موقع قاعدة بيانات كرة القدم.إي يو (الإنجليزية)
- أورلاندو رينكون على موقع Soccerway.com (الإنجليزية)